# تسوق عبر الإنترنت
التسوق عبر الإنترنت هو شكل من أشكال التجارة الإلكترونية التي تسمح للمستهلكين لشراء السلع أو الخدمات مباشرة من البائع عبر الإنترنت باستخدام متصفح الويب.
يجد المستهلكون منتجا للاهتمام من خلال زيارة الموقع الإلكتروني لمتاجر التجزئة مباشرة أو من خلال البحث بين البائعين البديلين باستخدام محرك بحث للتسوق، والذي يعرض توفر المنتج نفسه والتسعير في مختلف تجار التجزئة الإلكترونية. اعتبارا من عام 2016، يمكن للعملاء التسوق عبر الإنترنت باستخدام مجموعة من أجهزة الكمبيوتر والأجهزة المختلفة، بما في ذلك أجهزة الكمبيوتر المكتبية وأجهزة الكمبيوتر المحمولة وأجهزة الكمبيوتر اللوحي والهواتف الذكية.
متجر على الإنترنت يستحضر التشبيه المادي لشراء المنتجات أو الخدمات في «الطوب والهاون» التجزئة العادية أو مركز للتسوق. وتسمى عملية الأعمال إلى المستهلك (B2C) التسوق عبر الإنترنت. عندما يتم تعيين متجر على شبكة الإنترنت لتمكين الشركات من شراء من شركات أخرى، وتسمى عملية الأعمال التجارية (B2B) التسوق عبر الإنترنت. متجر نموذجي على الإنترنت يتيح للعميل لتصفح مجموعة من المنتجات والخدمات للشركة، عرض الصور أو الصور من المنتجات، جنبا إلى جنب مع معلومات حول مواصفات المنتج والميزات والأسعار.
عادة ما تمكن المتاجر عبر الإنترنت المتسوقين من استخدام ميزات «البحث» للعثور على نماذج أو علامات تجارية أو عناصر معينة. يجب أن يكون لدى العملاء عبر الإنترنت إمكانية الدخول إلى الإنترنت وطريقة دفع صالحة لإتمام معاملة، مثل بطاقة الائتمان أو بطاقة السحب الآلي الممكنة إنتيراك أو خدمة مثل بايبال. بالنسبة للمنتجات المادية (على سبيل المثال، الكتب الورقية أو الملابس)، يقوم البائع الإلكتروني بنقل المنتجات إلى العميل؛ بالنسبة للمنتجات الرقمية، مثل الملفات الصوتية الرقمية للأغاني أو البرامج، عادة ما يرسل الخياط الإلكتروني الملف إلى العميل عبر الإنترنت.

## المصطلح
الأسماء البديلة للنشاط هي (البريد الإلكتروني)، وهو شكل مختصر من (التجزئة الإلكترونية) أو (التسوق الإلكتروني)، وهو شكل مختصر من (التسوق الإلكتروني). ويمكن أيضا أن يسمى متجر على شبكة الإنترنت متجر على شبكة الإنترنت، متجر الإلكترونية، متجر إلكتروني، متجر للإنترنت، متجر على شبكة الإنترنت، متجر على شبكة الإنترنت، متجر على شبكة الإنترنت، متجر على الإنترنت ومخزن الظاهري. تصف التجارة عبر الهاتف الجوال (أو التجارة الإلكترونية) الشراء من موقع ويب أو تطبيق برنامج محسن على الويب للجهاز الجوال لمتاجر التجزئة عبر الإنترنت (التطبيق). تم تصميم هذه المواقع أو التطبيقات لتمكين العملاء من تصفح منتجات وخدمات الشركات على أجهزة الكمبيوتر اللوحية والهواتف الذكية.

## بداية التسوق عبر شبكةالانترنت

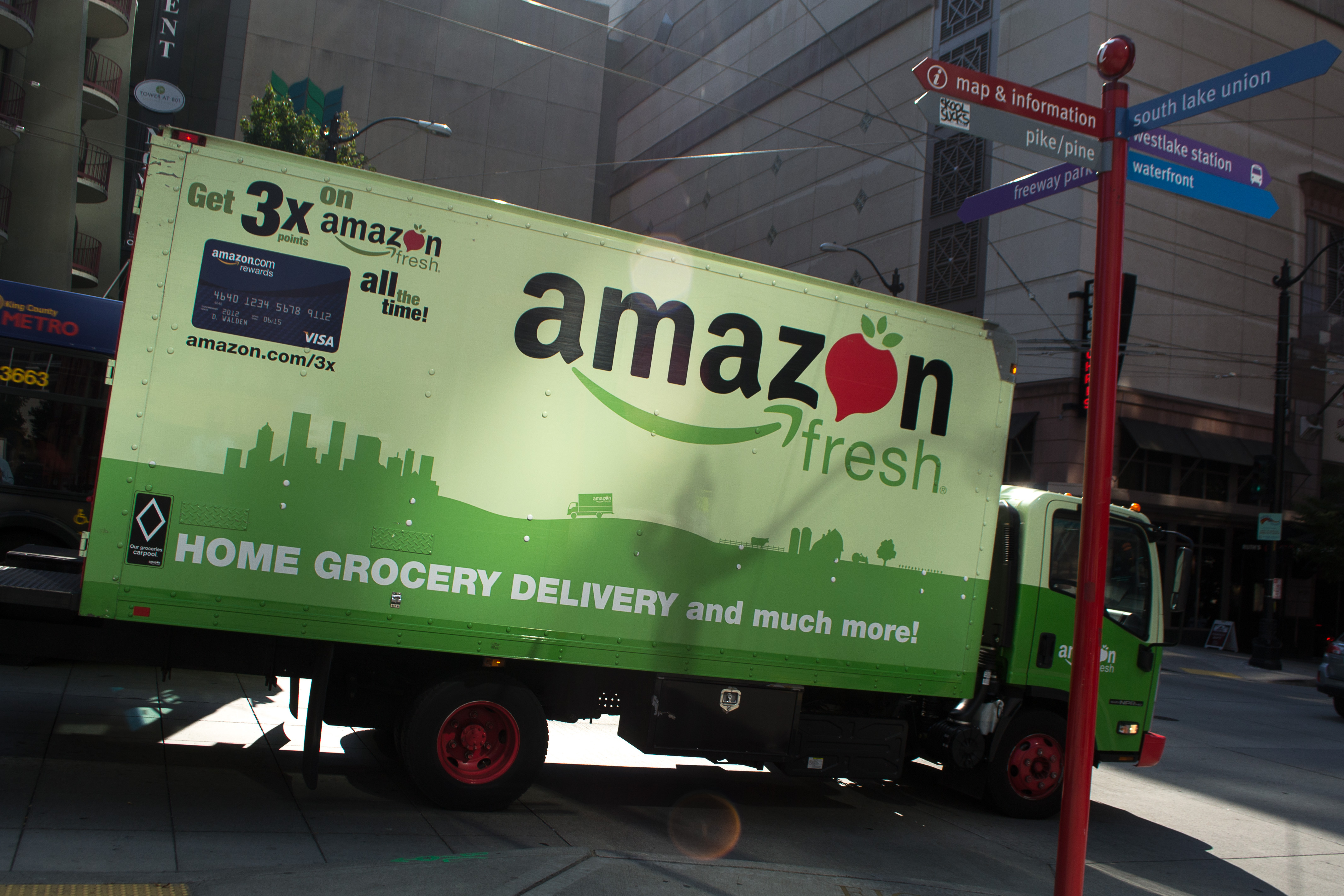
التسوق عبر الانترنيت بواسطة شركة أمازون

بدأ التسويق في الشبكة العالمية للإنترنت بموقع أمازون لبيع الكتب والذي تطور فيما بعد لتسويق البضائع الأخرى ثم انتشرت لكل القطاعات وفي كل دول العالم.

## كيفية التسديد عبرالشبكة(الإنترنت)
يتم كتابة اسم وعنوان ورقم بطاقة ائتمان المستخدم في نموذج موقع التسوق بحيث تتم هذه العملية بطريقة سرية وتبقى البيانات آمنة ومحمية بحيث يقوم المستعرض الشهادة الأمنية وهي صادرة عن سلطة شهادات معترف بها تساعد على تبادل الكلمات السرية بين المستخدم وموقع التسوق وبعد أن يتحقق النظام أن الشهادة الأمنية صادرة من سلطة شهادات موثوقة (يثق بها المستعرض) لأجل قبول الشهادة، ويستعمل موقع التسوق الآمن تقنية تشفير، وهي تقنية إعادة ترتيب البيانات بطريقة معقدة وذلك لجعل الاتصال بين النظام وبين موقع التسوق (بمعنى آخر جعل آلية الشراء آمنة بين المجهز والمستفيد)، ومحمي من عيون الآخرين أو من جواسيس شبكة الإنترنت، وتنتقل بعد ذلك البيانات من خلال شبكةالإنترنت، أذ يجري عادة تأكيد طلب الشراء.
تقوم مواقع التسوق عبر الإنترنت عادة بعرض صور وأوصاف البنود المعروضة على الموقع. ويتحتم الاختيار بين البنود المطلوب شراؤها، وإضافتها لعربة التسوق الخاصة. ويمكنك إضافة وحذف البنود من عربة التسوق حتى تكتمل عملية الشراء والتسوق من خلال تسديد المبلغ المستحق لقاء شراء البنود المطلوبة.

## مواصفات مواقع التسوق الآمن

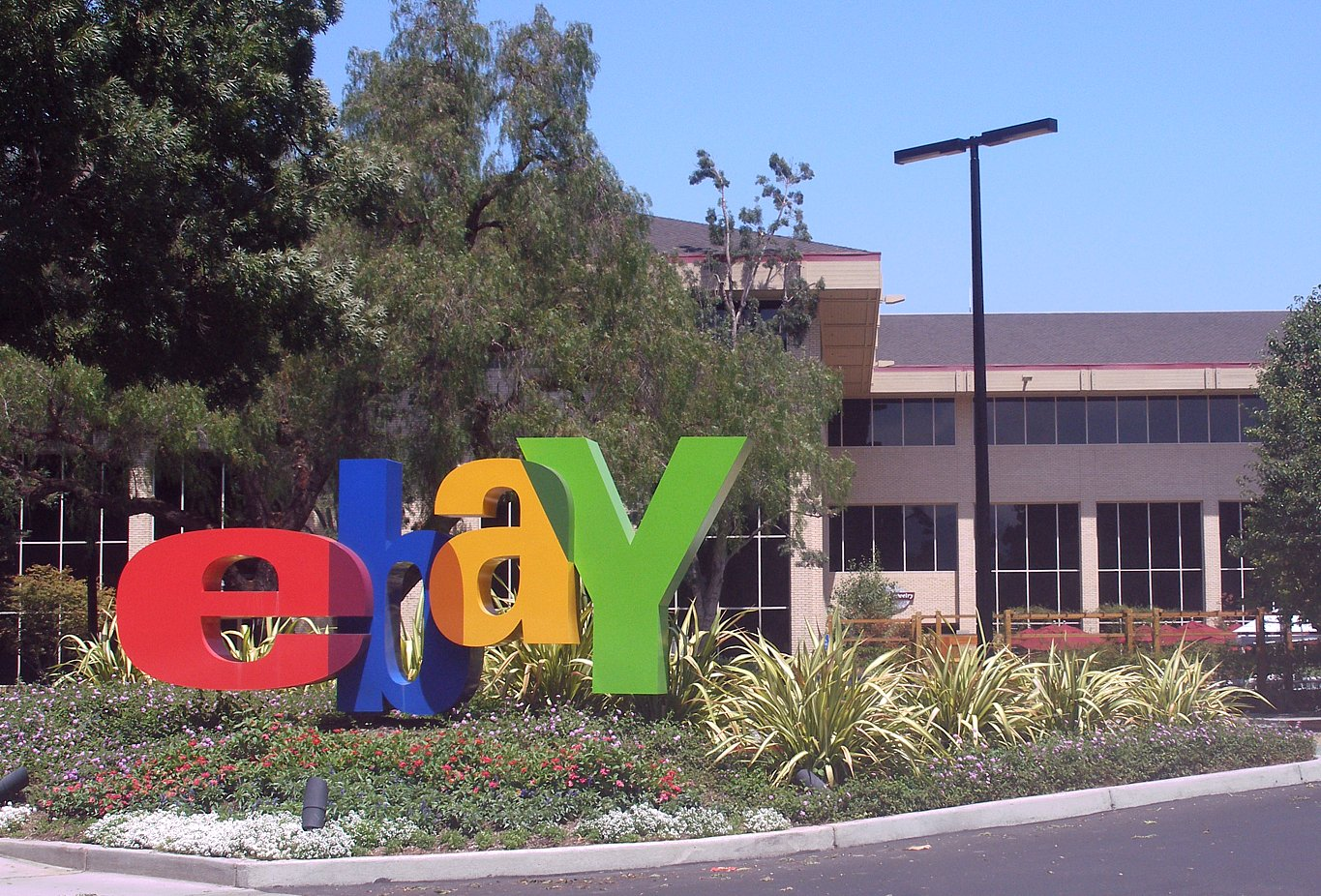
مبنى إدارة إيباي، أحد أشهر مواقع الإنترنت للتسوق الإلكتروني

بعض مواقع التسوق الآمنة لها تدابير أمنية مشددة لمنع الأشخاص غير المرخص لهم من رؤية المعلومات المرسلة من وإلى الموقع ومن هذه التدابير الأمنية:
- عادة ما يبدأ عنوان موقع التسوق الآمن ب https بدلا من http وإضافة الحرف s يعني secure آمن ويتم وضع رمز القفل بجانب شريط العنوان أو في أسفل إطار المستعرض.
- يستعمل موقع التسوق الآمن تقنية تسمى Secure Sockets Layer طبقة المقابس الآمنة (SSL) تعمل على التحكم بالعمليات اللازمة لإبقاء البيانات آمنة أثناء انتقالها عبر الإنترنت.
- تقوم بعض مواقع التسوق الآمنة بتشفير البيانات باستخدام تقنية تشفير يقاس مستواها بعدد البتات وتستخدم المواقع الآمنة التشفير ب 128 بت لإجراء عمليات تبادل للبيانات.